# Teresa Ossandón Guzmán
Teresa Ossandón Guzmán (Santiago, 28 de abril de 1902-Los Andes, 8 de diciembre de 1988) fue una tenista, dirigente juvenil, conferencista, escritora y religiosa carmelita descalza chilena.    

## Biografía
Hija de Carlos Ossandón Barros y de Teresa Guzmán Cruz. Fue bautizada e inscrita en el Registro Civil con los nombres de María Teresa Luisa. Su hermano mayor, Carlos, fue un destacado tenista, escritor y pintor. Teresa fue la segunda de un total de ocho hermanos: después de Carlos y de ella nacieron Roberto, Arturo, Jorge, Pablo, Miguel y Francisca. Teresa es tía abuela de los políticos Manuel José Ossandón y Ximena Ossandón, nietos de Roberto Ossandón Guzmán.
Llamada familiarmente Tita o Teresita, Teresa estudió en el Colegio del Sagrado Corazón (conocido como Monjas Inglesas) de Santiago. Desde joven practicó el tenis. En 1917 “se coronó campeona infantil de Chile, sección niñas, y, al año siguiente, obtenía el título de campeona de Chile, sección damas. Se mantuvo invicta hasta 1923, en que lo dejó para dedicarse a la Acción Católica. (…) Muchas veces obtuvo, en compañía de su hermano Carlos, el título de mixtos”.
En 1921 las mujeres católicas chilenas “se organizaron en la Asociación de la Juventud Católica Femenina, surgida de la iniciativa de Teresa Ossandón Guzmán y bajo la dirección del presbítero Rafael Edwards Salas”.
En 1922, el papa Pío XI funda la nueva Acción Católica. Teresa se encarga de poner en marcha la rama femenina, como primera presidenta de la “Asociación de la Juventud Católica Femenina de Chile” (AJCFCh), y a ello dedica sus mejores energías. “El objetivo de esta organización era promover la construcción de una imagen piadosa de las mujeres católicas y contribuir a su formación intelectual para el robustecimiento de su vida interior. Las organizadoras deseaban cambiar la imagen de la «joven católica», desacreditada debido a acusaciones de falta de ideales morales por seguir los caprichos de la moda, los espectáculos, los bailes, etc.”
Teresa dirigió la publicación de "Hacia el Ideal", órgano de difusión de la Asociación de la Juventud Católica Femenina de Chile desde 1923. "Además de los tres objetivos declarados -ayudar a la formación moral e intelectual de las jóvenes, informarlas sobre la situación nacional y difundir nuevas ideas y nuevos modelos para la juventud católica femenina-, tenía un cuarto. Concebida como una publicación económica para ser leída y difundida, era entretenida e informativa". A partir de 1932, se da cuenta de las actividades de la Asociación en el Boletín de la Acción Católica.
En una de las reuniones anuales, "una delegada de Quirihue, Carmen Jarred, compartió el podio con Gabriela Mistral; la primera abogó por la formación de cajas rurales, mientras que la segunda habló sobre México y el feminismo".
Según Maximiliano Salinas, en esos años, Teresa conoció al futuro dirigente sindical Clotario Blest, entonces dirigente como ella de la juventud de la Acción Católica, que se enamoró de ella. Pero ambos decidieron no casarse nunca, para dedicarse plenamente a “acercar a Cristo a la juventud”.
En 1929 fue entrevistada por la escritora y periodista Marta Brunet, “Charlando con Teresita Ossandón, campeona de tenis de Zapallar”.
En 1934, Teresa viaja a Roma para participar en el “Congreso Internacional de la Unión Internacional de Ligas Católicas Femeninas”. Recorre todo el país para la puesta en marcha de los centros de la asociación. Por ejemplo, en el Boletín de 1936-1937, se mencionan viajes a Chillán, Curicó y Antofagasta. Su misión la lleva a visitar dos veces Bolivia.
En 1947, cuando llega a su término la gestión de Teresa como presidenta, la asociación cuenta con más de treinta mil socias. "La AJCFCh debió gran parte de su éxito y energía a su primera presidenta, Teresa Ossandón, cuya vida y carrera no se conformaron a los modelos tradicionales de piedad femenina, sino que reflejaron las nociones modernas de la mujer chilena".
Al dejar su cargo por haber superado la edad máxima consentida para ello, Teresa decide abandonar también la Acción Católica para fundar una congregación religiosa dedicada a la catequesis, las Misioneras de Jesús, que es aprobada como Pía Unión “ad experimentum” por el arzobispo de Santiago, el cardenal José María Caro Rodríguez. En la Biblioteca Nacional Digital de Chile, se conserva una carta dirigida a Gabriela Mistral, fechada en 1952, en la que Teresa le explica las características de la fundación que está desarrollando: "La obra consiste en vivir durante casi un mes en los pueblecitos más pequeños y apartados, con el objeto de visitar todas las familias y enseñar a grandes y chicos nuestra santa Religión". Tuvieron como sacerdotes asesores a Alberto Hurtado Cruchaga, SJ y más tarde a Sergio Correa Gac. 
Sin embargo, tras algunas dificultades, la iniciativa no prosperó y se disolvió en 1966. Teresa decidió mudarse a la ciudad de Los Andes para acompañar a su hermano Arturo, sacerdote y párroco allí. En 1970, su hermano dejó la parroquia y se trasladó a Santiago a una casa para sacerdotes ancianos. Entonces Teresa pasa a colaborar con el monasterio de las carmelitas descalzas de Los Andes. Se dedicó a recoger los favores atribuidos a Teresa de los Andes, que llegaría a ser la primera santa chilena. En 1978, las monjas la invitaron a entrar en la orden carmelita. “Le fue abreviado el postulantado y el noviciado; igualmente se acortaron los plazos requeridos para los votos simples y los perpetuos” El 15 de septiembre de 1979 realizó los votos perpetuos. Tomó el nombre de Teresa del Sagrado Corazón.
Tras una dolorosa enfermedad, falleció el 8 de diciembre de 1988, fiesta de la Inmaculada Concepción de María, en el hospital de Los Andes.Su funeral fue celebrado por el obispo de San Felipe, Manuel Camilo Vial.

## Obras
Bajo el seudónimo de Pepita Peralta, escribió: Bécquer, Tipografía de la Gratitud Nacional, 1921.
- Por nuestra fe o los relatos de una socia, Imprenta La Ilustración, Libros El Cid Campeador, Santiago 1926.
- "La Acción Social de La Mujer en Chile" en Actividades femeninas en Chile: obra publicada con motivo del cincuentenario del decreto que concedió a la mujer chilena el derecho de validar sus exámenes secundarios, Imprenta La Ilustración, Santiago 1928, 571–577.
- Salvar… o las vacaciones de Cecilia (1932; 2ª ed. 1935).
- Manual de la dirigenta de la A.J.C.F. (1936).
- Treinta días en Malloco. Editorial Sagrado Corazón de Jesús, Santiago de Chile: 1938. 194 páginas.
- La huella de Dios. Padre Las Casas, Chile: Imprenta San Francisco, 1934. 2a edición, 1939. 231 páginas.
- Luces del sagrario. Padre Las Casas, 1942, 158 páginas (primera edición 1939).
- Luces del santo Evangelio (1941).
- Espera en Dios: breves reflexiones en algunas frases de los Santos Evangelios. Santiago, 1950, 78 páginas.

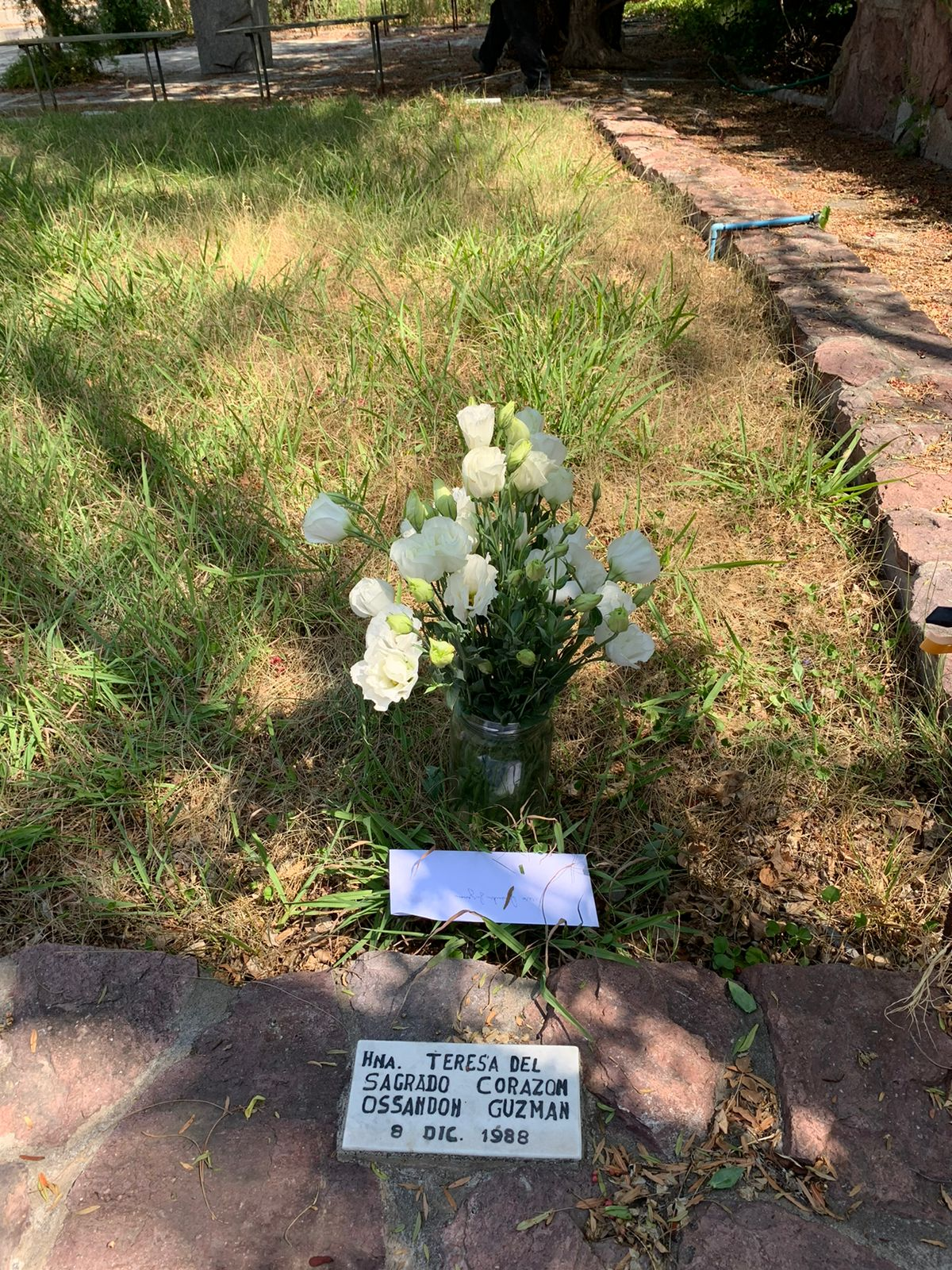
Tumba de Teresa Ossandón Guzmán